# O-tolidine
o-tolidine, kortweg tolidine, is een organische verbinding met als brutoformule C14H16N2. De stof komt voor als kleurloze tot bruine kristallen of schilfers, die slecht oplosbaar zijn in water.

## Synthese
o-tolidine kan, analoog met benzidine, bereid worden uit o-hydrazotolueen via een benzidine-omlegging.

## Toepassingen
Als een van de belangrijkste bifenylbasen, wordt o-tolidine ingezet bij de productie van kleurstoffen en bij de bereiding van elastomeren. Het is tevens een tussenstof in de synthese van verschillende oplosbare azoverbindingen en van onoplosbare pigmenten, die voornamelijk in de textiel-, leder- en papierindustrie hun toepassingen vinden.
In de klinische, analytische en forensische scheikunde wordt de stof gebruikt als reagens en indicator.

## Toxicologie en veiligheid
De stof ontleedt bij verbranding, met vorming van giftige dampen, onder andere stikstofoxiden. Ze reageert met oxidatiemiddelen.
De stof is zeer toxisch en kan schade berokkenen aan de lever en de nieren. o-tolidine is waarschijnlijk carcinogeen bij de mens.